# Arantxa
Arantxa, auch Aranza oder Arantza, ist ein baskischer weiblicher Vorname.

## Herkunft und Bedeutung
Der Vorname hat seinen Ursprung im Namen der Schutzheiligen Arántzazu oder Aránzazu der „Heiligen der hohen Gipfel“ und bedeutet: „Welche zwischen den Dornen erscheint“. Namenstag ist der 9. September.

## Verbreitung
Arantxa wird in den Niederlanden seit den 1980er Jahren jährlich bei der Namenswahl berücksichtigt. Jedoch ist der Name nur mäßig beliebt. In Frankreich kommt er seit den 1970er Jahren sporadisch vor.
Dahingegen ist der Name in Spanien beliebter, er hatte von den 1970er bis zu den 1990er Jahren einen Aufwärtstrend. Die höchste Platzierung erzielte er mit dem 144. Platz, seitdem ist seine Vergabe wieder rückläufig.
Der Name Arantxa wird in den USA seit den 1990er Jahren regelmäßig vergeben, jedoch nur in einem geringen Volumen. Von 1990 bis 2022 wurden rund 530 Mädchen so genannt.
In England, Kanada, Österreich und Schottland kommt der Name wiederum nur selten vor.

## Namensträgerinnen
- Arantxa Chávez (* 1991), mexikanische Wasserspringerin
- Arantxa Echevarría (* 1968), spanische Filmregisseurin, Drehbuchautorin und Produzentin
- Arantza Ezenarro (* 1980), spanische Sängerin (Sopran)
- Arantxa Lancho (* 2000), deutsche Skispringerin
- Arantxa Parra Santonja (* 1982), spanische Tennisspielerin
- Arantxa Rus (* 1990), niederländische Tennisspielerin
- Arantxa Sánchez Vicario (* 1971), spanische Tennisspielerin
- Arantxa Urretabizkaia (* 1947), baskische Schriftstellerin

## Orte
- Arantza (Navarra), spanische Gemeinde im Norden Navarras, spanischer Name: Aranaz